# Sungai Pinang III
Sungai Pinang III is een bestuurslaag in het regentschap Ogan Ilir van de provincie Zuid-Sumatra, Indonesië. Sungai Pinang III telt 1642 inwoners (volkstelling 2010).